# William Laud
William Laud (ur. 7 października 1573, zm. 10 stycznia 1645) – anglikański arcybiskup Canterbury i prymas całej Anglii od 1633 roku. Był jednym z najbliższych doradców króla Karola I. Zwolennik surowych represji wobec purytanów.

## Życiorys

### Początki kariery
Urodził się w Reading w szanowanej rodzinie kupieckiej. Uczył się w Reading School, studiował w St. Johns College w Oxfordzie, gdzie związał się z antypurytańskim ruchem arminiańskim, odrzucającym doktrynę predestynacji i wszelkie formy prezbiterianizmu. Stał się gorącym wyznawca idei arminiańskich do końca swojego życia. W 1601 roku postanowił poświęcić się karierze duchownej. Dzięki pomocy biskupa Rochester – Richarda Neile'a stopniowo osiągał coraz wyższe godności w Kościele anglikańskim, zwracając na siebie uwagę króla Jakuba I. W 1616 mianowano go diakonem katedry w Gloucester, a w 1621 roku został biskupem w St. Dawid's w Walii. Laud związał się wkrótce z następcą tronu (późniejszym Karolem I) i został jego kapelanem. Uzyskał w ten sposób wpływ na politykę państwa. W 1628 roku został biskupem Londynu. Rozpoczął wówczas zaciętą walkę z purytanami. Przystąpił równocześnie do odbudowy licznych kościołów. W 1633 roku został arcybiskupem Canterbury.

### Walka z purytanami
W 1634 roku odbył podróż pasterską po podległych mu diecezjach, która utwierdziła go w przekonaniu, że ruch purytański niesie zagrożenie dla Kościoła anglikańskiego.
Zakazał lokalnym władzom finansowego wspierania purytanów i podjął zdecydowane działania przeciwko nim. Na jego polecenie uwięziono wielu zwolenników purytanizmu. Laud podjął również starania o odbudowę podstaw majątkowych Kościoła anglikańskiego, co doprowadziło do konfliktów z posiadaczami ziemskimi. Wraz z hrabią Strafford Thomasem Wentworthem przystąpił do realizacji planu umocnienia władzy królewskiej i pozycji Kościoła anglikańskiego. Jednakże podjęta przez Lauda próba wcielenia tego planu w życie na terenie Szkocji zakończyła się niepowodzeniem.

### Upadek
Sukces parlamentu w konflikcie z królem Karolem I oznaczał koniec kariery Lauda. Po ucieczce króla na północ parlament wystąpił zdecydowanie przeciwko prowadzonej przez Lauda polityce. W 1641 roku arcybiskupa oskarżono o zdradę i uwięziono w Tower. Jego proces rozpoczął się trzy lata później. Izba Gmin uznała go za winnego zdrady i skazał na karę śmierci przez ścięcie. Wyrok wykonano 10 stycznia 1645 roku.

## Ciekawostki
W 1633 r. papież Urban VIII oferował Laudowi godność kardynała w zamian za przejście na katolicyzm.